# Ischia di Castro
Ischia di Castro és un comune (municipi) de la província de Viterbo, a la regió italiana del Laci, situat a uns 90 km al nord-oest de Roma i a uns 30 km al nord-oest de Viterbo.
Ischia di Castro limita amb els municipis següents: Canino, Cellere, Farnese, Manciano, Pitigliano i Valentano.
L'any 2018 la seva població era de 2.285 habitants.
Pren el nom del proper Castro, un poble destruït per les forces papals al segle xvii. La ciutat és la seu del Palau Ducal, o Rocca, al projecte del qual va col·laborar Antonio da Sangallo el Jove (també dissenyador de les muralles de Castro abans de la seva destrucció). Antigament va ser un palau de la família Farnese.